# ميلان-سان ريمو 2007
ميلان-سان ريمو 2007 هو سباق دراجات هوائية أقيم بتاريخ مارس 24، تكون السباق من مرحلة واحدة وامتدّ لمسافة 294 كم. فاز به الإسباني أوسكار فريري وحلّ ثانيا الأسترالي ألان ديفيس بينما حصل على المركز الثالث البلجيكي توم بونن.

## الترتيب
| م                     | الدرّاج       | البلد    | الزمن |
| --------------------- | ------------ | -------- | ----- |
| الفائز بالترتيب العام | أوسكار فريري | إسبانيا  |       |
| الثاني                | ألان ديفيس   | أستراليا |       |
| الثالث                | توم بونن     | بلجيكا   |       |